# Nagai (Yamagata)
Nagai (長井市 Nagai-shi?) è una città giapponese della prefettura di Yamagata.

## Geografia fisica
Nagai si trova nella versante sud della Prefettura di Yamagata. Il fiume Mogami attraversa la città, comprende il Monte Asahi all'interno dei suoi confini.

### Comuni confinanti
- Prefettura di Yamagata
  - Shirataka
  - Iide
  - Oguni
  - Kawanishi
  - Asahi

## Economia
L'economia di Nagai è basata sull'agricoltura e la produzione di lampadine elettriche.

## Infrastrutture e trasporti

### Ferrovie
- JR East - Yonesaka Line
  - Imaizumi
- Yamagata Railway Company - Flower Nagai Line
  - Imaizumi - Tokiniwa - Minami-Nagai - Nagai - Ayame Kōen - Uzen-Narita - Shirousagi

### Strade
- National Route 113
- National Route 287

## Amministrazione

### Gemellaggi
- Bad Säckingen, Germania (1983)
- Shuangyashan, Cina (1992)